# Xanthacrona bipustulata
Xanthacrona bipustulata är en tvåvingeart som beskrevs av Wulp 1899. Xanthacrona bipustulata ingår i släktet Xanthacrona och familjen fläckflugor. Inga underarter finns listade i Catalogue of Life.